# ددوجی
ددوجی (به صربی: Dedevci) یک روستا در صربستان است که در کرالیفو واقع شده‌است. ددوجی ۳۴۱ نفر جمعیت دارد.